# Поющие в терновнике: Пропавшие годы
«Поющие в терновнике: Пропавшие годы» (англ. The Thorn Birds: The Missing Years) — художественный телефильм. Экранизация романа Колин Маккалоу «Поющие в терновнике».

## Сюжет
События разворачиваются в 1942 году.
Воссоединившаяся с Люком Мэгги после приезда Ральфа снова уходит от него. Тогда Люк забирает Дэна, думая, что это его сын. Мэгги пытается вернуть Дэна через суд. Суд выносит приговор, по которому Дэн будет жить в приемной семье. Но Мэгги против. Она согласна отдать сына Люку. Тогда Фиа едет к Люку и говорит ему о том, что Дэн не его сын. Люк хочет видеть Ральфа. Но Фиа уговаривает его не говорить об этом ни Дэну, ни Ральфу. Приезжая в Дрохеду, Фиа передаёт послание Люка Ральфу и Ральф едет к нему. Люк затевает драку и Ральф выигрывает. Он привозит Дэна Мэгги, а сам уезжает в Рим.